# Flavoproteína de transporte de electrões-ubiquinona oxidorredutase

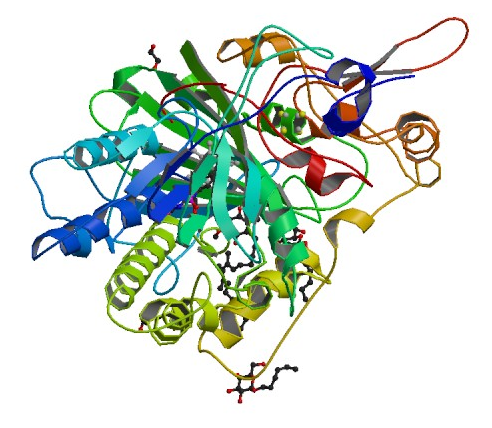

A flavoproteína de transporte de electrões-ubiquinona oxidorredutase (EC 1.5.5.1) é uma enzima que transfere electrões da flavoproteína de transporte de electrões, na matriz mitrocondrial, até ao pool de ubiquinona na membrana mitocondrial interna
Faz parte da cadeia respiratória. A enzima é encontrada quer em eucariontes quer em procariontes e contém uma flavina e um centro de ferro-enxofre.
Deficiência nesta enzima causa uma doença genética em humanos, a deficiência múltipla de Acil-CoA desidrogenase.
flavoproteína de transporte de electrões reduzida + ubiquinona ⇐> flavoproteína de transporte de electrões + ubiquinol